# آب‌انبار پشت باغ
آب‌انبار پشت باغ یا خلف باغ مربوط به میانهٔ دوره صفوی و روزگار حکومت شاه عباس یکم در یزد، خیابان شهید رجایی، و در محله پشت باغ و نزدیک حسینیهٔ نقشین واقع شده‌است.